# مونیک کیرسانوف
مونیک کیرسانوف (فرانسوی: Monique Kirsanoff‎) تدوین‌گر فیلم اهل فرانسه است. وی بین سال‌های ۱۹۳۸ تا ۱۹۸۰ میلادی فعالیت می‌کرد. وی همسر دیمیتری کیرسانوف کارگردان سینما بود.

## فیلم‌شناسی
- The Blood Rose (۱۹۷۰)
- یکسره مجنون او (۱۹۶۷)
- Tender Scoundrel (۱۹۶۶)
- Crime on a Summer Morning (۱۹۶۵)
- Backfire (۱۹۶۴)
- The Stowaway (۱۹۵۸)
- کنت دو مونت-کریستو (۱۹۵۴)[۴]
- She and Me (۱۹۵۲)
- The Red Needle (۱۵۱)
- Les anciens de Saint-Loup (۱۹۵۰)
- Miquette (۱۹۵۰)
- بازگشت به زندگی (۱۹۴۹)
- Fantômas (۱۹۴۷)
- Devil and the Angel (۱۹۴۶)
- مأموریت ویژه (۱۹۴۶)
- آخرین مترو (۱۹۴۵)